# 虚栄の市 (1923年の映画)
『虚栄の市』（きょえいのいち、Vanity Fair）は、サミュエル・ゴールドウィンの制作、ユーゴー・ボーリンの監督により、1923年に公開されたフィーチャー映画。

## あらすじ
舞台はナポレオン戦争時代のイギリス。恋多き美女ベッキー・シャープは、ロードン・クロウリー大尉と秘密に結婚したが、旧友アメリアの夫ジョージ・オスボーンと関係を持つ。しかし、ジョージはワーテルローの戦いで戦死し、ロードンはベッキーと別れる。ベッキーは、かつて自分に思いを寄せていたアメリアの兄ジョゼフに近づいてアメリアの家に入り、未亡人となっていたアメリアを説得してドービン大尉と再婚させる。その後ベッキーは、ジョゼフから贈られた財産で安寧に暮らした。

## 制作の背景
この映画は一部だけプリズマカラーによりカラー化されていた。この映画は、 ウィリアム・メイクピース・サッカレーの小説『虚栄の市』を原作とするサイレント映画のひとつである。主演は、ベッキー・シャープ (Becky Sharp) を演じたメーベル・ボーリンと、ホバート・ボズワースだったが、メーベル・ボーリンはユーゴー・ボーリンの妻であった。

## 保存状況
この映画は、今日では失われた映画と考えられている。

## キャスト
- メーベル・ボーリン – Becky Sharp
- ホバート・ボズワース – Marquis of Steyne
- ジョージ・ウォルシュ – Rawdon Crawley
- ハリソン・フォード – George Osborne
- アール・フォックス（英語版） – Captain Dobbin
- ウィラード・ルイス（英語版） – Joseph Sedley
- エレノア・ボードマン（英語版） – Amelia Sedley
- ボビー・マック (Bobby Mack) – Sir Pitt Crawley (as Robert Mack)
- ウィリアム・J・ハンフリー – Mr Sedley (as William Humphreys)
- ドーカス・マシューズ (Dorcas Matthews) – Lady Jane
- ローラ・ラ・ヴァーニー（英語版） – Miss Crawley
- ジェームズ・A・マーカス（英語版） – Old Osborne
- ユージン・アッカー (Eugene Acker) – Max
- レオ・ホワイト – Isadore
- テンプ・ピゴット（英語版） – Mrs Sedley